# Anaeroplasma varium
Anaeroplasma varium è una specie di batterio appartenente alla famiglia delle Anaeroplasmataceae.